# Matsushita Electric Football Club 1986-1987
Questa voce raccoglie le informazioni riguardanti il Matsushita Electric Football Club nelle competizioni ufficiali della stagione 1986-1987.

## Stagione
Iniziata la stagione con un'immediata eliminazione dalla Coppa di Lega, il Matsushita Electric esordì in massima serie ottenendo sei punti in cinque gare, che lo porteranno sino alla quinta posizione della classifica. Concluso il girone di andata a centroclassifica ed eliminato al secondo turno di Coppa dell'Imperatore dallo Yamaha Motors, nella seconda parte del torneo il Matsushita Electric ebbe un graduale declino delle prestazioni che lo porterà a concorrere con l'Honda Motor e lo Yamaha Motors nella lotta per non retrocedere. Perdendo le ultime tre gare del campionato (fra cui gli scontri con le altre due concorrenti nella bagarre per la salvezza, in programma nell'ultima settimana di svolgimento del torneo) il Matsushita Electric scviolerà sino al penultimo posto finale, retrocedendo.

## Maglie e sponsor
Le divise, prodotte dall'Asics, recano sulla parte anteriore la scritta Matsushita.
| Manica sinistra · Manica sinistra · Maglietta · Maglietta · Manica destra · Manica destra · Pantaloncini · Calzettoni | Manica sinistra · Maglietta · Maglietta · Manica destra · Pantaloncini · Calzettoni |  |

## Rosa
| N. |                     | Ruolo | Calciatore                    |
| -- | ------------------- | ----- | ----------------------------- |
| 1  | Giappone (bandiera) | P     | Takashi Fujiwara              |
| 2  | Giappone (bandiera) | D     | Makoto Takai                  |
| 3  | Giappone (bandiera) | D     | Atsushi Matsumoto             |
| 4  | Giappone (bandiera) | D     | Yasuto Yoshida                |
| 5  | Giappone (bandiera) | D     | Naohiko Minobe                |
| 6  | Giappone (bandiera) | C     | Hideo Yugi                    |
| 7  | Giappone (bandiera) | A     | Hiroyasu Yamamoto             |
| 8  | Giappone (bandiera) | C     | Tomoo Kudaka                  |
| 9  | Giappone (bandiera) | A     | Masanobu Yamaguchi (capitano) |
| 10 | Giappone (bandiera) | C     | Hirokazu Sasaki               |
| 11 | Giappone (bandiera) | A     | Hiroaki Shido                 |
| 12 | Giappone (bandiera) | D     | Hideki Matsunaga              |
| 13 | Giappone (bandiera) | A     | Akihiro Nagashima             |

| N. |                       | Ruolo | Calciatore          |
| -- | --------------------- | ----- | ------------------- |
| 14 | Giappone (bandiera)   | D     | Katsunori Kurahashi |
| 15 | Giappone (bandiera)   | A     | Nobuyo Miyazaki     |
| 16 | Giappone (bandiera)   | A     | Katsushi Kibi       |
| 17 | Giappone (bandiera)   | A     | Akinobu Yagi        |
| 18 | Giappone (bandiera)   | C     | Kazuhiko Koto       |
| 19 | Giappone (bandiera)   | D     | Toshiaki Saito      |
| 20 | Giappone (bandiera)   | A     | Masaaki Yamamoto    |
| 21 | Giappone (bandiera)   | P     | Yūji Keigoshi       |
| 22 | Giappone (bandiera)   | P     | Kazuhiro Koso       |
| 23 | Giappone (bandiera)   | P     | Koji Kishito        |
| 25 | Giappone (bandiera)   | D     | Masato Okano        |
| 26 | Thailandia (bandiera) | A     | Witthaya Hloagune   |

## Risultati

### Japan Soccer League Division 1

#### Girone di andata
| Kawasaki 26 ottobre 1986, ore 15:00 UTC+9 | Nippon Kokan | 2 – 0 | Matsushita Electric |  |

| Osaka 3 novembre 1986, ore 14:00 UTC+9 | Matsushita Electric | 1 – 0 | Furukawa Electric |  |

| Tokyo 8 novembre 1986, ore 14:00 UTC+9 | Fujita | 3 – 0 | Matsushita Electric |  |

| Osaka 15 novembre 1986, ore 14:00 UTC+9 | Matsushita Electric | 2 – 0 | Hitachi |  |

| Hiroshima 22 novembre 1987, ore 14:00 UTC+9 | Mazda | 1 – 1 | Matsushita Electric |  |

| Osaka 29 novembre 1987, ore 14:00 UTC+9 | Matsushita Electric | 2 – 2 | Yanmar Diesel |  |

| Tokyo 1º febbraio 1987, ore 14:00 UTC+9 | Mitsubishi HI | 3 – 0 | Matsushita Electric |  |

| Tokyo 8 febbraio 1987, ore 14:00 UTC+9 | Yomiuri | 4 – 1 | Matsushita Electric |  |

| Yokohama 15 febbraio 1987, ore 14:00 UTC+9 | Nissan Motors | 4 – 4 | Matsushita Electric |  |

| Osaka 21 febbraio 1987, ore 14:00 UTC+9 | Matsushita Electric | 0 – 0 | Yamaha Motors |  |

| Osaka 1º marzo 1987, ore 14:00 UTC+9 | Matsushita Electric | 1 – 1 | Honda Motor |  |

#### Girone di ritorno
| Osaka 7 marzo 1987, ore 14:00 UTC+9 | Matsushita Electric | 1 – 2 | Nippon Kokan |  |

| Yokohama 14 marzo 1987, ore 14:00 UTC+9 | Furukawa Electric | 3 – 0 | Matsushita Electric |  |

| Osaka 21 marzo 1987, ore 14:00 UTC+9 | Matsushita Electric | 1 – 1 | Fujita |  |

| Omiya 29 marzo 1987, ore 14:00 UTC+9 | Hitachi | 0 – 1 | Matsushita Electric |  |

| Osaka 5 aprile 1987, ore 14:00 UTC+9 | Matsushita Electric | 3 – 2 | Mazda |  |

| Osaka 12 aprile 1987, ore 14:00 UTC+9 | Yanmar Diesel | 2 – 1 | Matsushita Electric |  |

| Osaka 19 aprile 1987, ore 14:00 UTC+9 | Matsushita Electric | 0 – 1 | Mitsubishi HI |  |

| Osaka 26 aprile 1987, ore 14:00 UTC+9 | Matsushita Electric | 2 – 1 | Yomiuri |  |

| Osaka 3 maggio 1987, ore 14:00 UTC+9 | Matsushita Electric | 0 – 2 | Nissan Motors |  |

| Iwata 10 maggio 1987, ore 14:00 UTC+9 | Yamaha Motors | 3 – 2 | Matsushita Electric |  |

| Osaka 17 maggio 1987, ore 14:00 UTC+9 | Honda Motor | 1 – 0 | Matsushita Electric |  |

### Coppa dell'Imperatore
| Iwata 20 dicembre 1986                       | Matsushita Electric  | 1 – 1 (d.t.s.) | Toyota Motors |  |
| \| \| \| \| \| \| Tiri di rigore 3 – 1 \| \| |                      |                |               |  |
|                                              |                      |                |               |  |
|                                              | Tiri di rigore 3 – 1 |                |               |  |

| Iwata 21 dicembre 1986 | Matsushita Electric | 0 – 2 | Yamaha Motors |  |

### Japan Soccer League Cup
| Kawasaki 28 giugno 1986                      | Nippon Kokan         | 1 – 1 | Matsushita Electric |  |
| \| \| \| \| \| \| Tiri di rigore 3 – 0 \| \| |                      |       |                     |  |
|                                              |                      |       |                     |  |
|                                              | Tiri di rigore 3 – 0 |       |                     |  |

## Statistiche

### Statistiche di squadra
| Competizione          | Punti | Totale | Totale | Totale | Totale | Totale | Totale | DR  |
| Competizione          | Punti | G      | V      | N      | P      | Gf     | Gs     | DR  |
| --------------------- | ----- | ------ | ------ | ------ | ------ | ------ | ------ | --- |
| JSL Division 1        | 16    | 22     | 5      | 6      | 11     | 23     | 38     | -15 |
| JSL Cup               | -     | 2      | 0      | 1      | 1      | 1      | 3      | -2  |
| Coppa dell'Imperatore | -     | 1      | 0      | 1      | 0      | 1      | 1      | 0   |
| Totale                | -     | 25     | 5      | 8      | 13     | 25     | 42     | -17 |